# Sociedad Deportiva Llodio
La Sociedad Deportiva Llodio es un antiguo club de fútbol de España, de la ciudad de Llodio en la provincia de Álava (País Vasco). Fue fundado el 16 de julio de 1927 y tras 75 años de existencia fue uno de los dos clubes que se unieron en 2002 para dar el espaldarazo definitivo al fútbol en Llodio bajo el nombre de C. D. Laudio. Durante parte de su historia, la S. D. Llodio fue conocida como Club Deportivo Villosa.

## Historia
La Sociedad Deportiva Llodio no fue el primer equipo de fútbol representativo de la ciudad de Llodio. El equipo pionero del fútbol llodiano fue el Llodio Club (1912), que no pasó más allá de las primeras décadas del siglo. Con posterioridad surgió la Sociedad Deportiva Llodio o Llodiana (1927). El club dejó de competir en 1934 cuando se quedó sin campo de juego, al ser desahuciado por el propietario de los terrenos donde se ubicaba este.
Tras la falta de competición de la S. D. Llodiana y el paréntesis de la guerra civil española (1936-39), en 1940 se recupera el club con el nombre de Club Deportivo Villosa, bajo el patrocinio directo de la empresa vidriera Villosa (Vidrieras de Llodio S.A.), una de las fábricas más importantes de la localidad. De ahí el nombre del club. La fábrica existe todavía en la ciudad aunque a mediados de la década de 1980 fue adquirida por la multinacional fabricante de vidrio plano Guardian Industries y actualmente ya no se llama Villosa sino Guardian Llodio.
En 1945 el Villosa inauguró el campo de fútbol de Altzarrate, situado en terrenos pertenecientes a la empresa. Jugó en categoría regional, adscrito a la federación vizcaína proclamándose en 1953 Campeón de Vizcaya de aficionados. Al año siguiente obtuvo el ascenso a categoría nacional, debutando en la Tercera división española en el año 1954.
El Villosa se mantuvo 4 temporadas en Tercera división hasta que en 1958 descendió de categoría. Hay que mencionar el hecho de que la Tercera división era una categoría más cara por aquel entonces que en la actualidad. No existía la Segunda División B y había menos grupos y equipos en Tercera división.
La época dorada del club se produjo en la segunda mitad de los años 1960 y principio de los 1970, cuando encadenó casi una década en la Tercera división. El club estuvo a punto de ascender a la Segunda división española (entonces no existía la Segunda División B) en las temporadas 66/67 y 67/68; y por sus filas pasaron jugadores que posteriormente alcanzarían gran renombre y serían internacionales como Alexanko, Dani o Escalza, además de otros jugadores que llegaron a militar en equipos de la Primera división.
Sin embargo esta trayectoria se truncó en 1972 cuando la empresa Villosa anunció que no seguiría patrocinando al club. El fin del patrocinio de Villosa se debió a una suma de factores; el año anterior había fallecido en accidente de tráfico Carlos Larrea, presidente y hombre de confianza de Villosa en el club; por otro lado la asistencia de público al campo no era excesivamente buena y la empresa acabó considerando que los gastos que generaba el club no se alcanzaban a justificar por los beneficios publicitarios.
El club volvió a rebautizarse en 1972 bajo el nombre de Sociedad Deportiva Llodio. Mantuvo la licencia federativa y la plaza del Villosa en Tercera, así como el campo y los colores del equipo. Sin embargo, la desaparición del patrocinio de Villosa supuso un enorme mazazo para la entidad. Sin dinero, se produjo una fuga de los mejores jugadores y el Llodio, muy debilitado frente al antiguo Villosa, descendió de forma inapelable a Regional Preferente (temporada 1972-73).
En la temporada 1973-74 se produjo un nuevo mazazo para la entidad, ya que Villosa decidió construir pabellones industriales en los terrenos que ocupaba el campo de Altzarrate, por lo que la S.D. Llodio tuvo que abandonar su hogar de 30 años y pasar al campo provisional de San Martín. En 1978 se inaugura el campo definitivo del S.D. Llodio, el Estadio Ellakuri de propiedad municipal, más grande y moderno, pero también bastante alejado del centro de Llodio.
La historia de la S.D. Llodio no tiene nada que ver con la del C.D. Villosa en cuanto a gloria. La entidad llodiana malvivirá durante dos décadas en las categorías regionales de la Federación Vizcaína, alternando la primera regional y la categoría preferente. En Llodio surge en 1982 otro club, el Club Deportivo Salleko Lagunak, que acabará contestando el carácter del S.D. Llodio como equipo representativo de la ciudad, compitiendo con estos por la cantera y por jugar en el Estadio Ellakuri. En 1993, la S.D. Llodio abandona la Federación Vizcaína y se inscribe en la Federación Alavesa, considerando que al tener menor nivel esta competición, será más sencillo lograr el ascenso a Tercera división. De hecho Llodio pertenece a la provincia de Álava, pero por cercanía geográfica y tradición, sus equipos solían estar adscritos a la Federación Vizcaína. La jugada salió bien al Llodio, que logró el ascenso en la temporada 1995-96, regresando a la Tercera división, más de dos décadas después. Sin embargo su paso por Tercera fue efímero, acabó último del grupo vasco de la categoría y regresó a categoría regional.
Con la llegada del nuevo siglo, en Llodio comienza a plantearse desde el ayuntamiento la unión de los dos equipos locales, el Salleko y la S.D. Llodio en un único club competitivo que pudiera volver a categoría nacional. Tras varios años de negociaciones, esa unión se produce en 2002, formándose el Club Deportivo Llodio-Salleko (más tarde llamado C.D. Laudio).

## Uniforme
- Uniforme titular: Camiseta blanquirroja, pantalón azul y medias rojas.

Los colores del S.D. Llodio son utilizados actualmente como primera equipación por el C.D. Laudio.

## Estadio
Cuando el equipo se llamaba Villosa jugaba en el campo de Altzarrate, construido en 1945 en terrenos cercanos a la fábrica y al centro del pueblo. En 1973 el campo fue derribado para la construcción de pabellones industriales y el Llodio se tuvo que trasladar al vecino campo de San Martín, con carácter provisional.
El Estadio Ellakuri fue fundado en 1978. Tiene capacidad para 3000 personas y unas dimensiones de 100 metros de largo por 63 de ancho.

## Datos del club
- Temporadas en 1.ª: 0
- Temporadas en 2.ª: 0
- Temporadas en 2.ªB: 0
- Temporadas en 3.ª: 12
- Mejor puesto en la liga: 3.º (Tercera división, temporada 56-57)

## Temporadas
| Temporada   | División                   | Puesto | Copa del Rey |
| ----------- | -------------------------- | ------ | ------------ |
| Desde 27-28 | Regional                   | —      |              |
| hasta 33-34 | Regional                   | —      |              |
| Desde 34-35 | Sin competir               | —      |              |
| hasta 39-40 | Sin competir               | —      |              |
| Desde 40-41 | Regional                   | —      |              |
| hasta 53-54 | Regional                   | —      |              |
| 1954-55     | Tercera División de España | 6.º    |              |
| 1955-56     | Tercera División de España | 11.º   |              |
| 1956-57     | Tercera División de España | 3.º    |              |
| 1957-58     | Tercera División de España | 14.º   |              |
| Desde 58-59 | Regional                   | —      |              |
| hasta 63-64 | Regional                   | —      |              |
| 1964-65     | Tercera División de España | 16.º   |              |
| 1965-66     | Regional                   | —      |              |
| 1966-67     | Tercera División de España | 4.º    |              |
| 1967-68     | Tercera División de España | 4.º    |              |
| 1968-69     | Tercera División de España | 9.º    |              |
| 1969-70     | Tercera División de España | 13.º   |              |
| 1970-71     | Regional                   | —      |              |
| 1971-72     | Tercera División de España | 7.º    |              |
| 1972-73     | Tercera División de España | 20.º   |              |
| Desde 73-74 | Regional                   | —      |              |
| hasta 95-96 | Regional                   | —      |              |
| 1996-97     | Tercera División de España | 20.º   |              |
| Desde 97-98 | Regional                   | —      |              |
| hasta 01-02 | Regional                   | —      |              |